# Berlin (Nueva York)
Berlin es un pueblo ubicado en el condado de Rensselaer en el estado estadounidense de Nueva York. En el año 2000 tenía una población de 1,901 habitantes y una densidad poblacional de 12 personas por km².

## Geografía
Berlin se encuentra ubicado en las coordenadas 42°39′38″N 73°23′4″O / 42.66056, -73.38444.

## Demografía
Según la Oficina del Censo en 2000 los ingresos medios por hogar en la localidad eran de $38,875, y los ingresos medios por familia eran $44,464. Los hombres tenían unos ingresos medios de $32,500 frente a los $28,088 para las mujeres. La renta per cápita para la localidad era de $17,733. Alrededor del 12% de la población estaban por debajo del umbral de pobreza.